# Reizstoff

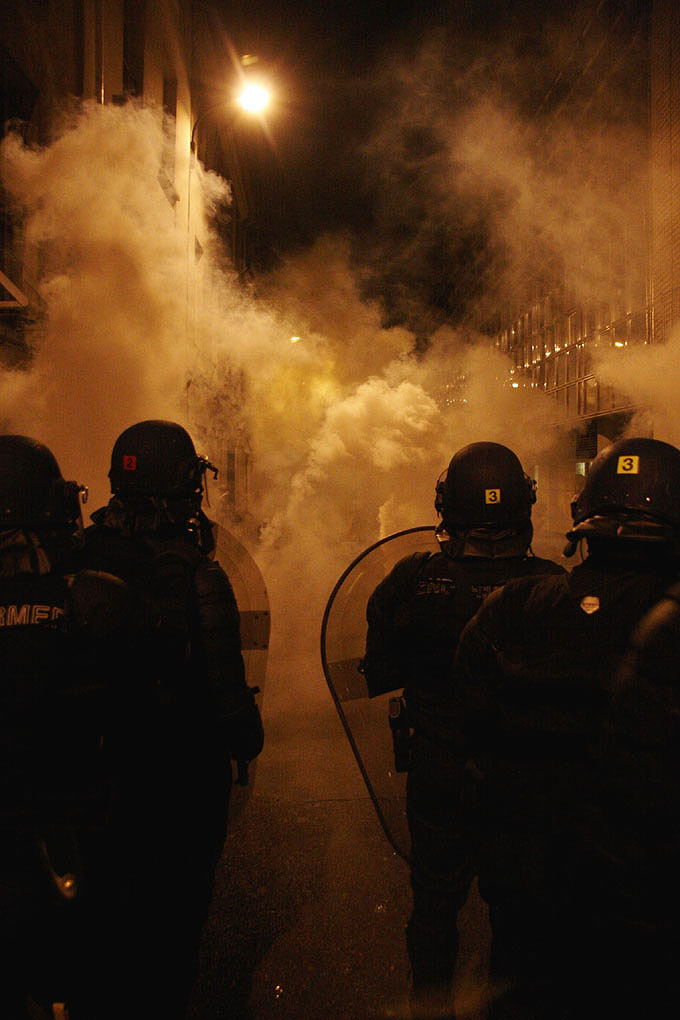
Einsatz von Tränengas durch die französische Gendarmerie mobile.

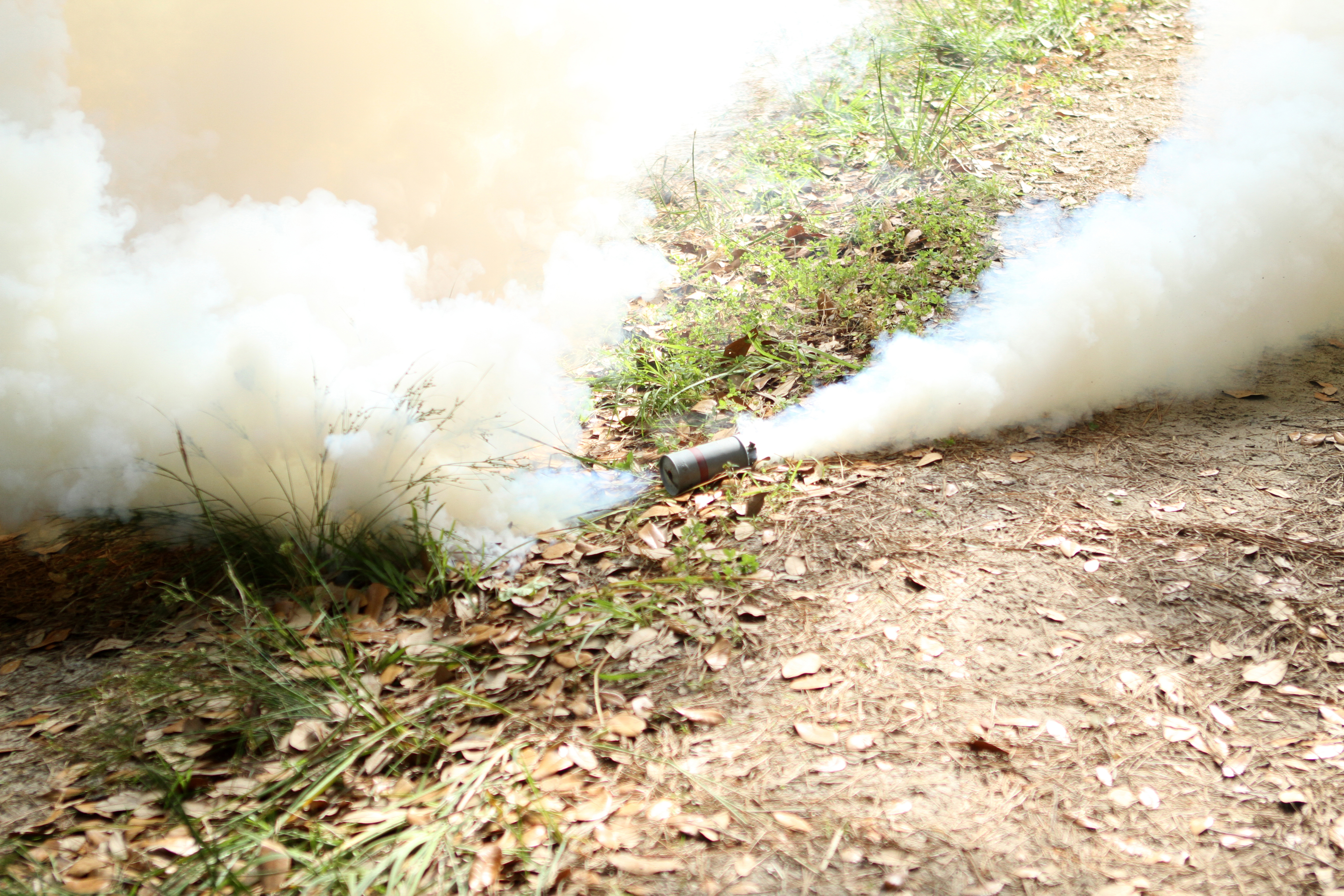
Tränengas-Handgranate (CS-Gas)

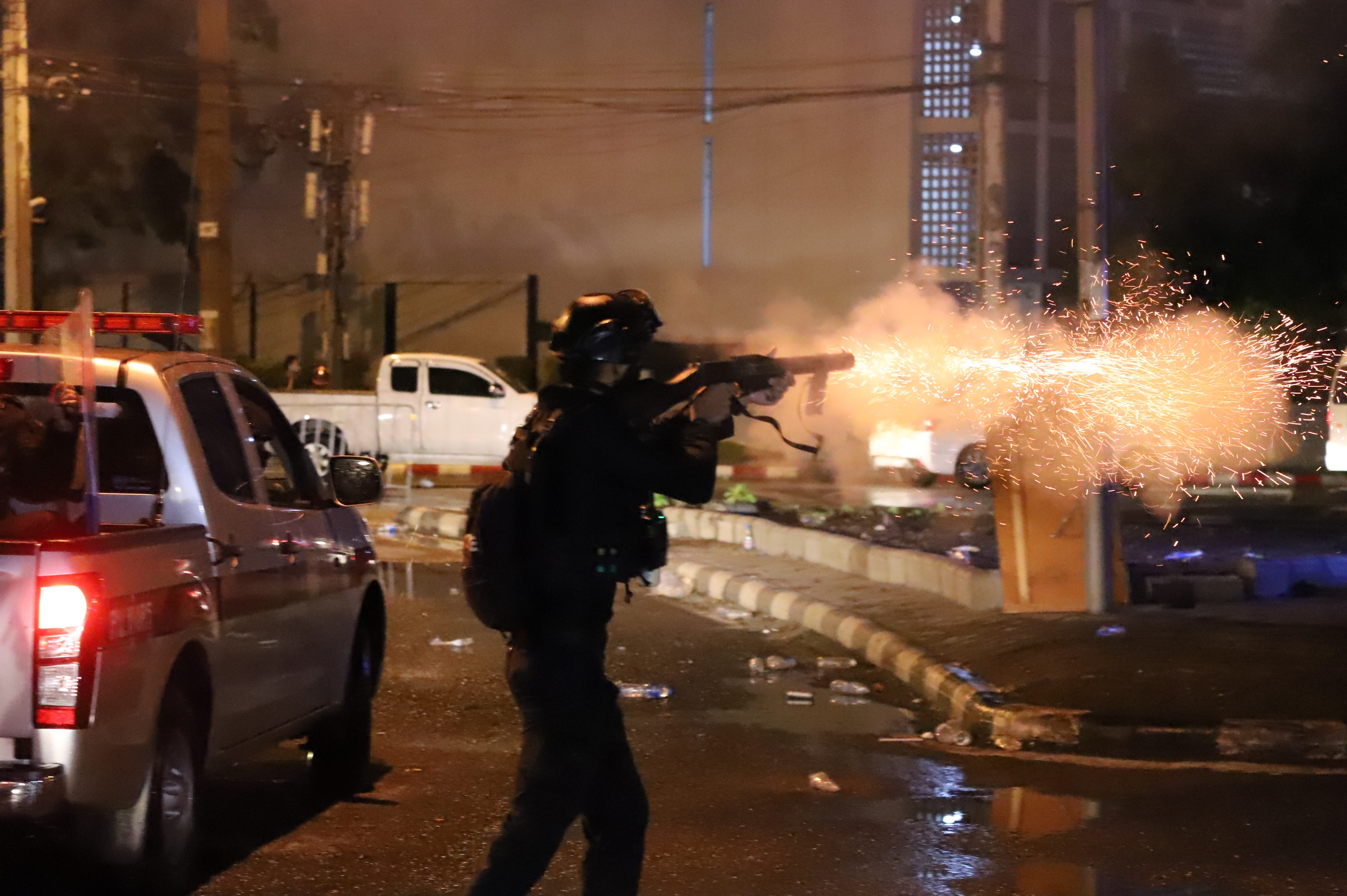
Tränengasgranate wird durch einen Granatwerfer verschossen

Reizstoffe (auch Reizkampfstoffe) sind chemische Substanzen, die die Funktionsfähigkeit des menschlichen Körpers beeinträchtigen sollen, indem sie ihn reizen. Die Hauptanwendungen von Reizstoffen zielen auf Atemwege und Augen (Tränengas). Wie viele andere so genannte nicht-tödliche Waffen können Reizstoffe nachhaltige Gesundheitsschädigungen oder sogar den Tod verursachen. Hautreizstoffe werden aber auch in der Medizin eingesetzt, um eine bessere Durchblutung zu erzeugen (siehe Rubefazienz).

## Stoffe

### Augenreizstoffe
Augenreizstoffe (Lachrymatoren; von lateinisch lacrima ‚Träne‘) und nicht schädigende Augenkampfstoffe wirken, indem sie die Nerven der Hornhaut der Augen reizen und dadurch Tränenfluss auslösen, Schmerzen verursachen oder zu zeitlich begrenzter Erblindung führen können.

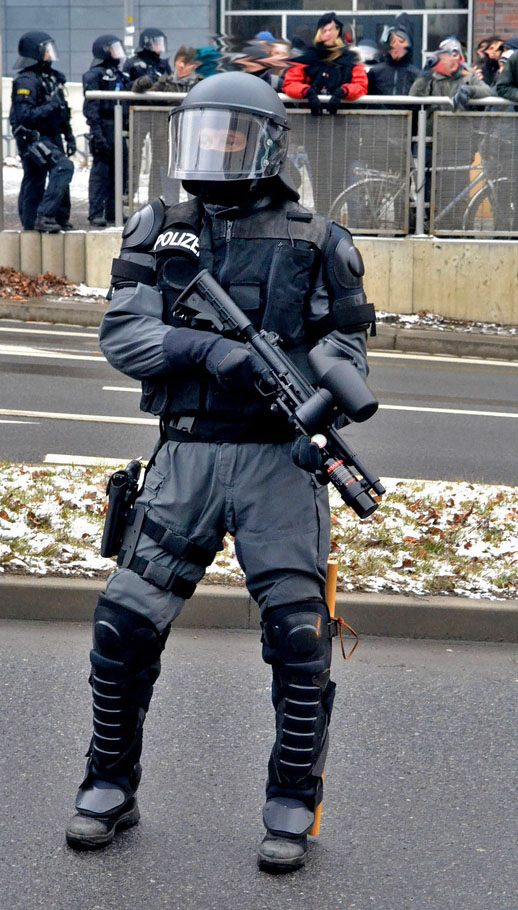
SEK-Polizist mit Pepperball-Gewehr

Die früher oft verwendeten Substanzen auf Acetonbasis (vor allem Bromaceton) werden wegen ihrer Gesundheitsgefahren heute nicht mehr eingesetzt. Verbreitete Augenreizstoffe sind Chloracetophenon (CN) – welches mittlerweile weitgehend durch 2-Chlorbenzylidenmalonsäuredinitril (CS) abgelöst wurde – oder auch Dibenzoxazepin (CR). Zunehmend werden Augenreizstoffe auf Basis von Oleoresin Capsicum (sogenannte Pfeffersprays) eingesetzt. Durch Sprühdosen und Wasserwerfer, die die Wirkstoffe bei nicht hoher Temperatur verdampfen, werden Oleoresin Capsicum, CS und CN als Aerosol oder Flüssigkeit freigesetzt. Gelegentlich werden auch Schaumbildner zugemischt.
Gasförmige Augenreizstoffe nennt man Tränengas.

### Nasen- und Rachenreizstoffe
Nasen- und Rachenreizstoffe bzw. nicht schädigende Nasen- und Rachenkampfstoffe reizen die oberen Atemwege. Die Symptome sind vor allem Husten- und Niesreiz, Absonderung von Nasensekret, Tränenfluss, sowie Effekte am Zentralnervensystem wie Übelkeit, Brechreiz, Kopfschmerzen, Druckempfindungen in den Ohren, Koordinationsstörungen. In hohen Dosen sind Schädigungen der Haut, des Atemtrakts bis zum toxischen Lungenödem, Krämpfe der Extremitätenmuskulatur sowie zeitweilige Bewusstlosigkeit möglich. Zu den Nasen- und Rachenreizstoffen gehören beispielsweise Diphenylchlorarsin und Adamsit.

## Einsatzgebiete
Im Ersten Weltkrieg wurden ähnliche Stoffe (Nasen-Rachen-Reizstoffe wie zuerst Clark 1) beim sogenannten Buntschießen in Kombination mit Giftgasen (Diphosgen) verwendet, um die Giftgase effektiver zu machen. Diese Reizstoffe führen zu Übelkeit und sollten ihre Opfer dazu bringen, die Atemschutzmasken abzunehmen (sogenannte Maskenbrecher).

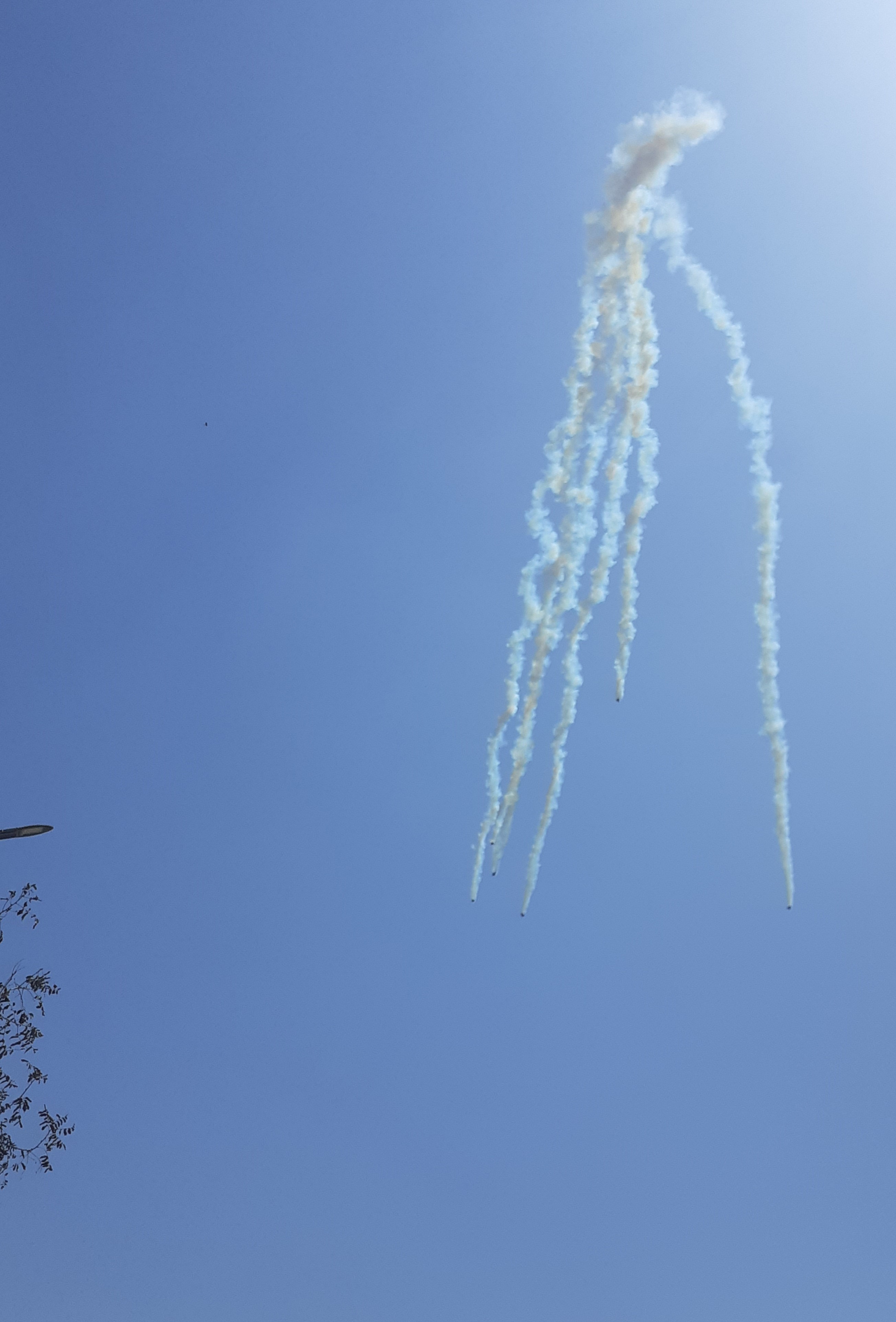
Von einer Drohne abgeworfene Tränengasgranaten

Nach den Polizeirechten der Länder wird der Reizstoff mitunter als Waffe, überwiegend aber als „Hilfsmittel bei der Ausübung körperlicher Gewalt“ bezeichnet. Einige Mittel sind frei verkäuflich und werden in der individuellen Selbstverteidigung eingesetzt.
Reizstoffe dienen ferner zur Dichtigkeitsprüfung von Atemschutzmasken sowie als Bestandteil von Schädlingsbekämpfungsmitteln (Pestizide) oder zur Geruchswarnung (Odorierung) vor hochgiftigen Stoffen (z. B. Blausäure).

## Einsatzformen
Verwendet werden Reizstoffe in Reizstoffsprühgeräten, Reizstoffwurfkörpern oder -geschossen (Granaten), in Reizgasanlagen, als Zumischungen in Wasserwerfern oder auch in Reizgasmunition für Schreckschusspistolen. Gasmasken bieten zuverlässigen Schutz vor Tränengas.

## Völkerrecht
Das Genfer Protokoll von 1925 ächtete den Einsatz von Reizstoffen für die Kampfführung nicht explizit, woraufhin diese Stoffe in den folgenden Kriegen verwendet wurden. Die Chemiewaffenkonvention von 1992 hingegen ächtete alle Chemikalien, die eine auch nur vorübergehende Handlungsunfähigkeit herbeiführen. Nach diesem Übereinkommen gilt Tränengas als „Mittel zur Bekämpfung von Unruhen“ und wird deshalb weltweit von Polizeikräften gegen Demonstranten eingesetzt.
Da in der asymmetrischen Kriegsführung die Trennlinie zwischen militärischem und polizeilichem Einsatz verwischt ist, werden Reizstoffe auch in kriegsähnlichen Zuständen angewendet.

## Probleme
Moderne Tränengase können in großen Mengen zu Gesundheitsproblemen wie leichter Verätzung der Augen und Schleimhäute führen. Bei Personen mit Atemwegsproblemen (wie Asthma oder Bronchitis), Nieren- oder Leberschäden kann es zu ernsthaften Komplikationen kommen.